# Sorunda IF
Sorunda IF är en idrottsförening i Sorunda som bildades år 1927 och består idag av en handbollssektion, en fotbollssektion och en skidsektion. Handbollssektionen har Sunnerbyhallen som sin hemmaarena och fotbollen håller under högsäsongen till på föreningens anläggning Sunnerby IP.